# Ingeltrude van Friuli
Ingeltrude van Friuli (836 - 867) was een kleindochter van keizer Lodewijk de Vrome, een dochter van Eberhard van Friuli en Gisela, een dochter van Lodewijk. Ze trouwde rond 850 met Hendrik van Babenberg. Hun dochter, Hedwig van Babenberg, getrouwd met hertog Otto I van Saksen, werd in 876 de moeder van koning Hendrik de Vogelaar, de grondlegger van de Ottoonse dynastie. 
Ingeltrude van Friuli is de (mogelijke) schakel tussen de Karolingische en de Ottoonse dynastie.

## Voetnoten
1. ↑  Het is niet helemaal zeker dat Ingeltrude van Friuli de moeder van Hedwig was, het kan zijn dat de vader van Hendrik, Poppo I van Grabfeld, met een andere Ingeltrude, een dochter van Berengarius I van Neustrië, getrouwd was